# رحاب عيد
رحاب عيد عبد العزيز عطية (مواليد 6 فبراير 1988) هي لاعبة كرة قدم نسائية مصرية في مركز الدفاع. شاركت مع منتخب مصر للسيدات في كأس أمم أفريقيا لكرة القدم للسيدات 2016. وعلى مستوى الأندية، تلعب مع نادي الطيران.